# Rokycany (hrad)
Hrad Rokycany stával na severním okraji okresního města Rokycany, u městských hradeb v místech náměstí Josefa Urbana. Část zdiva hradního paláce se zachovala ve zdech budovy někdejší školy, dnes muzea, která je od roku 1964 zapsána jako kulturní památka.

## Historie
Předchůdcem hradu v Rokycanech byl dvůr pražského biskupství, který byl na přelomu třináctého a čtrnáctého století přestavěn na hrad. V pramenech se však objevuje až v roce 1421, kdy město dobyli husité, ale někteří měšťané se zachránili na hradě. Ve druhé polovině patnáctého století byl zastavován různým šlechticům, a když se město v roce 1498 vyplatilo z poddanství, přestal být panským sídlem a zanikl.

## Stavební podoba
Hrad vznikl ještě před opevněním města a obyvatelům města pravděpodobně poskytoval útočiště v případě nebezpečí, protože jeho areál s lichoběžníkovým půdorysem byl poměrně rozsáhlý. Bližší podobu neznáme, ale v budově muzea se dochovala čtverhranná okna z konce čtrnáctého století.